# ブライトン・アンド・ホヴ
- ブライトン・アンド・ホヴ
- ブライトン・アンド・ホーヴ

ブライトン・アンド・ホヴ（英: Brighton and Hove）は、イングランド南部のイースト・サセックスにある、シティ・ステータスを有する単一自治体である。シティの中心エリアはブライトンである。2011年の人口は273,400人。

## 歴史
1972年の法律に基づいて、1974年にポートスレイド＝バイ＝シーがホヴに編入された上、ブライトン・アンド・ホヴは、イースト・サセックスの非都市ディストリクトとなった。
1997年に単一自治体となり、2000年にはシティの地位が認められた。

## 政治・行政
ブライトン・アンド・ホヴの行政は、ブライトン・アンド・ホヴ・シティ・カウンシルによってなされている。カウンシルの選挙は4年ごとに行われ、カウンシル議員によって市長が毎年選任される。なお、市長職は形式的・象徴的なものであり行政上の権限は持たない。2001年には市長を市民の直接選挙にするかどうかの住民投票が行われたが、反対多数で否決された。カウンシルは国でいうところの「内閣」を構成し、この内閣の長が実質的な行政の長を担っている。役所はブライトンとホヴの両方に置かれており、議会もその両方を用いて開かれている。
2003年までは労働党が過半数を占めていたが、2003年選挙以降は現在までどの政党も過半数を獲得できておらず少数与党での政権運営を余儀なくされている。2011年には緑の党が初めて相対多数を獲得した。緑の党が英国内のカウンシルで政権を担うのはこれが初めてであり、この地域での同党の支持率の高さが現れている。その後2015年、19年と労働党が勝利したが、その後同党から緑の党へ移籍する党員がいたため2020年には緑の党が政権を奪還した。

### 議席数
| 政党 | 政党   | 議席数 |
|      | 緑の党 | 20     |
|      | 労働党 | 17     |
|      | 保守党 | 13     |
|      | 無所属 | 4      |

### 国政
国政では下院に3名の議員を選出しており、ホヴ選挙区からは労働党のピーター・カイル、ブライトン・パビリオン選挙区からは緑の党のキャロライン・ルーカス、ブライトン・ケンプタウン選挙区からは労働党のロイド・ラッセル＝モイルが選出されている。

## スポーツ
- ブライトン・アンド・ホーヴ・アルビオンFC - ファルマー・スタジアムを本拠地とするサッカー・クラブチーム
- ブライトン・アンド・ホーヴ・アルビオンWFC - 女子サッカーのクラブチーム